# Pierre Brunehaut

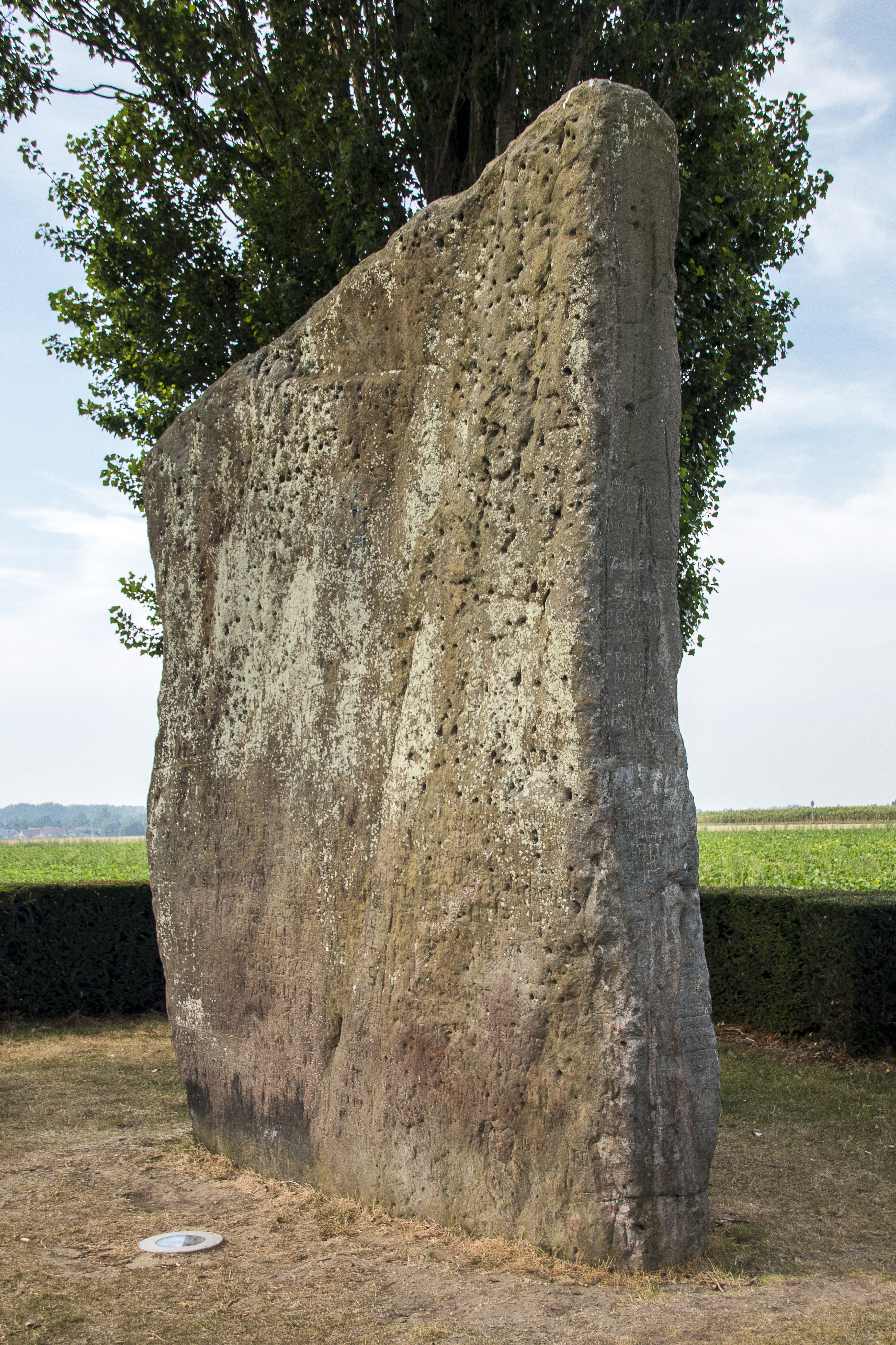
Stein der Brunhilde

Der Pierre Brunehaut (auch Pierre Brunehault; deutsch „Brunhildenstein“) ist ein leicht trapezoider, plattenartiger Menhir. Er steht südwestlich von Hollain, unweit der Schelde und der Grenze zu Frankreich und ist der größte Menhir in Wallonien in Belgien.
Der 0,55 bis 0,6 Meter dicke Stein aus nordfranzösischem Landenian-Sandstein ist 4,25 Meter hoch, etwa drei Meter breit und etwa zwei Meter tief eingegraben. Die Westseite ist durch den Regen glänzend poliert. Die Ostseite ist mit kleinen Löchern übersät und hat einige große Rillen.
Alte Dokumente, darunter ein unsignierter Kupferstich von 1773, zeigen das Denkmal in geneigter Position. 1819 ließen die Behörden den Menhir aufrichten. Der Menhir ist in verschiedenen Legenden mit der Königin Brunhilde († 613) verbunden, die in Austrasien fast ein halbes Jahrhundert regierte.